# Centridinos
Os Centridinos (Centridini) são uma tribo de abelhas (Anthophila), solitárias, dentro da subfamília Apinae, da família Apidae; Centridini é grupo-irmão das abelhas corbiculadas. Característica marcante da tribo é o fato de coletarem óleos ao invés de néctar, tendo desenvolvido uma íntima relação evolutiva com a família Malpighiaceae.